# Patrizia Deitos
Patrizia Deitos, född 11 maj 1975 i Rimini, Emilia-Romagna, Italien, är en italiensk jazzsångerska och tidigare internationell fotomodell, uppvuxen i Rimini. 

## Biografi
Deitos började studera sång vid 14 års ålder och deltog som tonåring i tävlingarna Concorso di Castrocaro och Accademia della Canzone di Sanremo. Under sin tidiga karriär uppträdde hon ofta utomlands, bland annat genom samarbeten med Demo Morsellis orkester, The Platters och Gipsy Kings. Hon har även öppnat konserter för Dionne Warwick och framträtt vid Festival de la Publicité i Cannes.
Parallellt med sina artistiska aktiviteter arbetade Deitos som modell. Hon utsågs till Miss Romagna vid 17 års ålder och placerade sig på tredje plats i Miss Italia, där hon även tilldelades titeln Miss Sorriso. Efter dessa erfarenheter inriktade hon sig främst på haute couture. Hon avslutade sina gymnasiestudier och tog examen i medeltidshistoria vid fakulteten för litteratur och filosofi, med högsta betyg.